# Kottonmouth Kings
Kottonmouth Kings är en musikgrupp från Orange County, Kalifornien, USA, som beskriver sig som ett Hiphop-band (rapcore). De är signade med skivbolaget Suburban Noize Records (Subnoize). 
De är kända för att ha mycket drogrelaterad text i sina låtar, som till exempel "Where's the Weed At" och "Proud to Be a Stoner".

## Medlemmar
Nuvarande medlemmar
- Brad Xavier ("Daddy X") - rappare, producent (1994-idag)[1]
- Dustin Miller ("D-Loc") - rappare, producent, DJ (1994-idag)
- David Alexander ("The Dirtball") - rappare, producent (2010-idag)
- Bobby Adams ("DJ Bobby B") - DJ, producent (2006-idag)[2]
- Lou Gaez ("Lou Dog") - rap, slagverk (1994-idag)[3]

Tidigare medlemmar
- Steven Thonson ("Saint Dog") - rappare (1994-1999)
- Patrick Cochrun ("Pakelika") - rappare, dansare (1994-2010; död 2012)[4]
- Jeremy Blayne ("The Taxman") - rapper, hypeman (1994-2013)
- Johnny Richter - rapper (1999-2013)[5]

## Diskografi
Studioalbum
- Royal Highness (1998)
- Hidden Stash (1999)
- High Society (2000)
- Hidden Stash II: The Kream of the Krop (2001)
- Rollin' Stoned (2002)
- Fire It Up (2004)
- The Kottonmouth Xperience (2004)
- Kottonmouth Kings (2005)
- Joint Venture (2005)
- Koast II Koast (2006)
- Hidden Stash III (2006)
- Cloud Nine (2007)
- The Kottonmouth Xperience Vol. II: Kosmic Therapy (2008)
- The Green Album (2008)
- Hidden Stash 420 (2009)
- Long Live The Kings (2010)
- Sunrise Sessions (2011)
- Hidden Stash 5: Bongloads & B-Sides (2011)
- Mile High (2012)

Livealbum
- Classic Hits Live (2003)

EP
- Stoners Reeking Havoc (1998)
- Stashbox (2003)

Singlar
- Dog's Life (1998)
- Day Dreamin' Fazes (2000)
- Peace Not Greed (2000)
- The Lottery Remixes (2000)
- Positive Vibes (2002)
- Tangerine Sky (2002)
- Angry Youth (2004)
- Bad Habits (2004)